# Phoenix Rising (Galneryus)
Phoenix Rising è il settimo album del gruppo musicale giapponese Galneryus power metal, pubblicato dall'etichetta discografica VAP il 5 ottobre 2011.

## Tracce
1. The Rising – 2:07
2. Tear Off Your Chain – 6:46
3. Future Never Dies – 5:35
4. Spirit of Steel – 5:17
5. Scars – 5:45
6. The Wind Blows – 5:35
7. T.F.F.B. – 7:08
8. No More Tears – 6:54
9. Bash Out! – 4:56
10. The Time Has Come – 5:26
11. The Phoenix – 3:12

## Formazione
- Masatoshi Ono (SHO) – voce
- Syu – chitarra
- Taka – basso
- Junichi –- batteria
- Yuhki – tastiere